# Acacia jasperensis
Acacia jasperensis é uma espécie de leguminosa do gênero Acacia, pertencente à família Fabaceae.